# مايكل مور
مايكل مور ناشط سياسي ومخرج حائز على جائزة الأوسكار، عرف مور بصراحته وجرأته ورؤيته الناقدة للعديد من القضايا كالعولمة وحرب العراق وسيطرة الشركات العملاقة وجماعات العنف المسلحة وعرف عنه تاييده لبناء مسجد غراوند زيرو.
ألف مايكل مور كتاباً بعنوان : رجال بيض أغبياء. 

## نشأته
ولد مايكل مور في فلينت بولاية ميتشيجان ونشأ في مدينة ديفيسون وبحكم سكنه في فلينت فقد كان قريبا من مصانع جنرال موتورز حيث كانت تعمل أمه سكرتيرة هناك. كما كان كل من والده وجده يعملان هناك أيضا كعمال سيارات، كان عمه من أحد المؤسسين للاتحاد العمالي المشهور «عمال السيارات المتحدون» وشارك في إضراب فلينت العمالي المشهور.

## أفلامه
- (Roger&me) «روجر و أنا» أول أفلام مايكل والذي يستعرض فيه التأثير الاقتصادي السلبي الذي خلًفه قرار روجر سميث، المدير التنفيذي ورئيس شركة جنرال موتورز بإغلاق عدة مصانع للسيارات في مدينة فلينت بولاية ميتشيجان مما نجم عنه تسريح أكثر من 40,000 عامل وإحداث خراب اقتصادي كبير في المدينة.
- (Pets or Meat: The Return to Flint) حيوان أليف أو لحمة فلم قصير مكمل لفلم روجر وأنا.
- (Canadian Bacon) «بيكن كندي» يعتبر هذا العمل هو الفيلم الخيالي الوحيد الذي أخرجه مايكل والذي لا يحتوي على أية مواد وثائقية، تدور أحداثه حول رئيس متخيل للولايات المتحدة (لعب دوره ألن ألدا) يفتعل حرب وهمية مع كندا من أجل أن يعزز شعبيته المتدهورة. الفيلم يستعرض الكثير من الأفكار النمطية للأمريكيين والكنديين على حد السواء، يعد آخر الأفلام التي ظهر فيها الممثل الكندي المولد جون كاندي كما ظهرت بالفيلم العديد من الشخصيات التي جسدها ممثلون كنديون أيضا. من الجدير بالذكر أيضا أن الفيلم يشير إلى العديد من الأعداء المحتملين الذين سوف تتبناهم الحملة الأمريكية الكبرى القادمة والذين نوقشوا في حديث الرئيس مع وزرائه.
- (The Big One) " الكبير (فلم وثائقي)" يوثق موور في هذا الفيلم للجولة التي قام بها في الولايات المتحدة للترويج لكتابه "Downsize This” أو "أغلق هذا" ويقدم رؤيته الناقدة الممزوجة بالسخرية من سيطرة الشركات العملاقة والتسريح الجماعي للموظفين رغم معدلات الأرباح القياسية التي تحققها هذه الشركات ويتمكن مايكل في هذا الفيلم من الوصول لمكتب فيل نايت رئيس شركة نايك للأحذية ويدخل معه في نقاش جريء حول اعتماد الشركة على العمالة الإندونيسية بشكل أساسي لتصنيع الأحذية رغم استعداد آلاف المواطنين في أمريكا لفعل أي شيء من أجل الحصول على فرصة عمل لدى الشركة.
- (Bowling For Columbine) «بولينج لكولومباين» يلقي موور الضوء في هذا الفيلم على مذبحة مدرسة كولمباين الثانوية التي وقعت في عام 1999 عندما قام كل من اريك هاريس وديلان كليبولد بفتح النار عشوائيا على أحد الفصول مما تسبب في قتل 12 طالب ومدرس ثم قام الاثنان بالانتحار بعد ذلك في واقعة توصف بأنها أكثر حوادث المدارس دموية في تاريخ الولايات المتحدة بعد كارثة مدرسة باث بميتشيجان عام 1927.وينطلق مايكل من هذه الحادثة كنقطة للبحث في مسببات جرائم من ذلك النوع ويتعمق في التنقيب عن ظاهرة انتشار الأسلحة في الولايات المتحدة ويكشف الستار عن الأبعاد غير المنظورة لهذه الظاهرة.

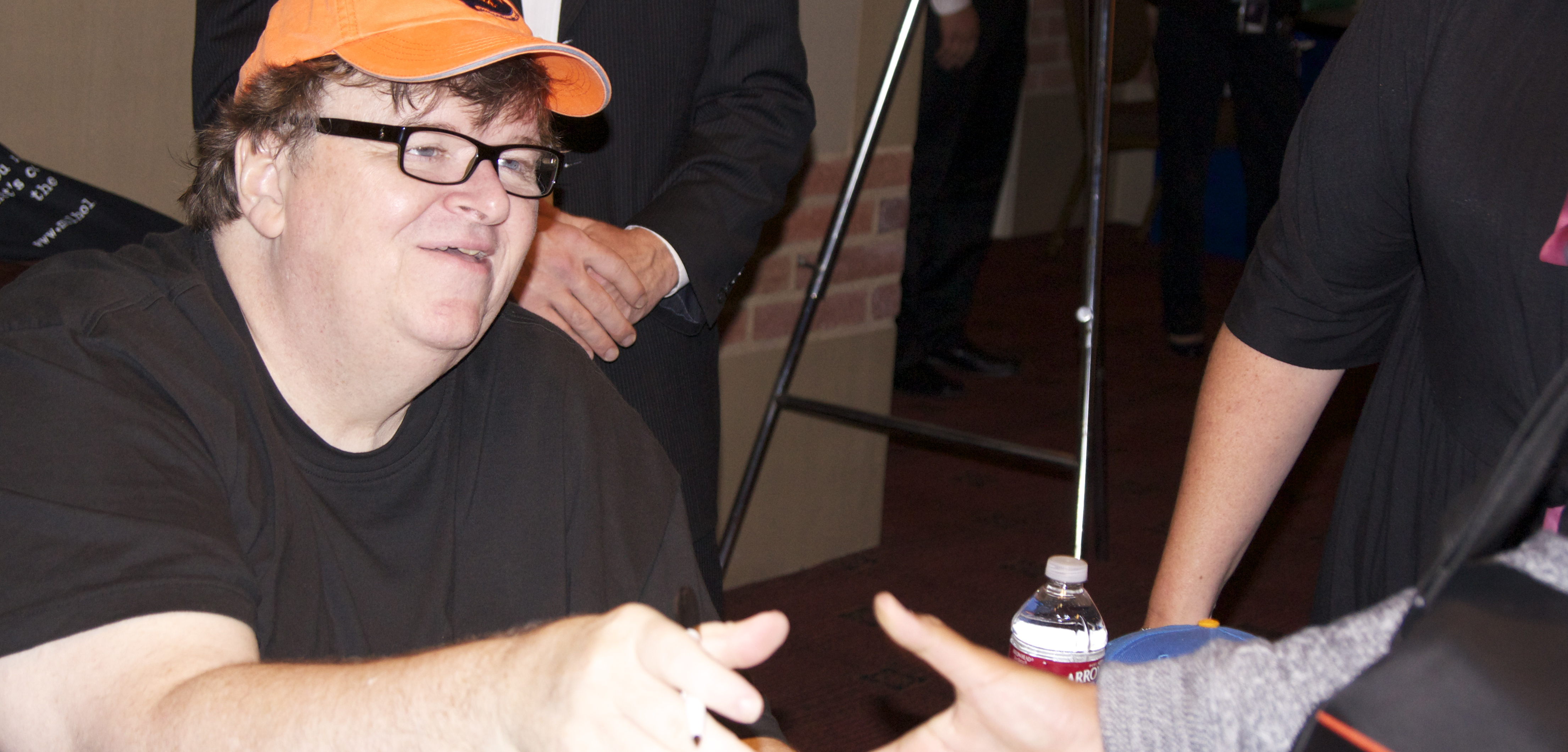
مايكل مور

استوحى موور اسم الفيلم من تفاصيل هذا اليوم حيث ذهب كل من اريك هاريس وديلان كليبولد، المسئولان عن هذا الحادثة للعب البولبنج في الساعة السادسة من صباح هذا اليوم قبل أن يشرعا في ارتكاب هذه الحادثة في الساعة 11.18 صباحا.
فاز الفيلم بجائزة سيزر الفرنسية لأفضل فيلم أجنبي، كما فاز بجائزة الأوسكار لأفضل فيلم وثائقي عام 2002.
- (فهرنهايت 11/9) «فهرنهايت 11/9» يعتبر هذا الفيلم من أشهر الأفلام الوثائقية على الإطلاق وهو ينتقد سياسة الرئيس

الأمريكي جورج بوش في التعامل مع أحداث 11 سبتمبر.
- (الرأسمالية, قصة حب)

## وصلات خارجية
- موقع مايكل موور الرسمي.
- مايكل مور على موقع IMDb (الإنجليزية)
- مايكل مور على موقع الموسوعة البريطانية (الإنجليزية)
- مايكل مور على موقع روتن توميتوز (الإنجليزية)
- مايكل مور على موقع مونزينجر (الألمانية)
- مايكل مور على موقع ألو سيني (الفرنسية)
- مايكل مور على موقع ميوزك برينز (الإنجليزية)
- مايكل مور على موقع تيرنر كلاسيك موفيز (الإنجليزية)
- مايكل مور على موقع أول موفي (الإنجليزية)
- مايكل مور على موقع بوكس أوفيس موجو (الإنجليزية)
- مايكل مور على موقع قاعدة بيانات برودواي على الإنترنت (الإنجليزية)
- The Populist: Michael Moore Can Make You Cry / New Yorker (February 16, 2004)
- America's Teacher by Naomi Klein, The Nation, September 23, 2009